# Flynn-Effekt

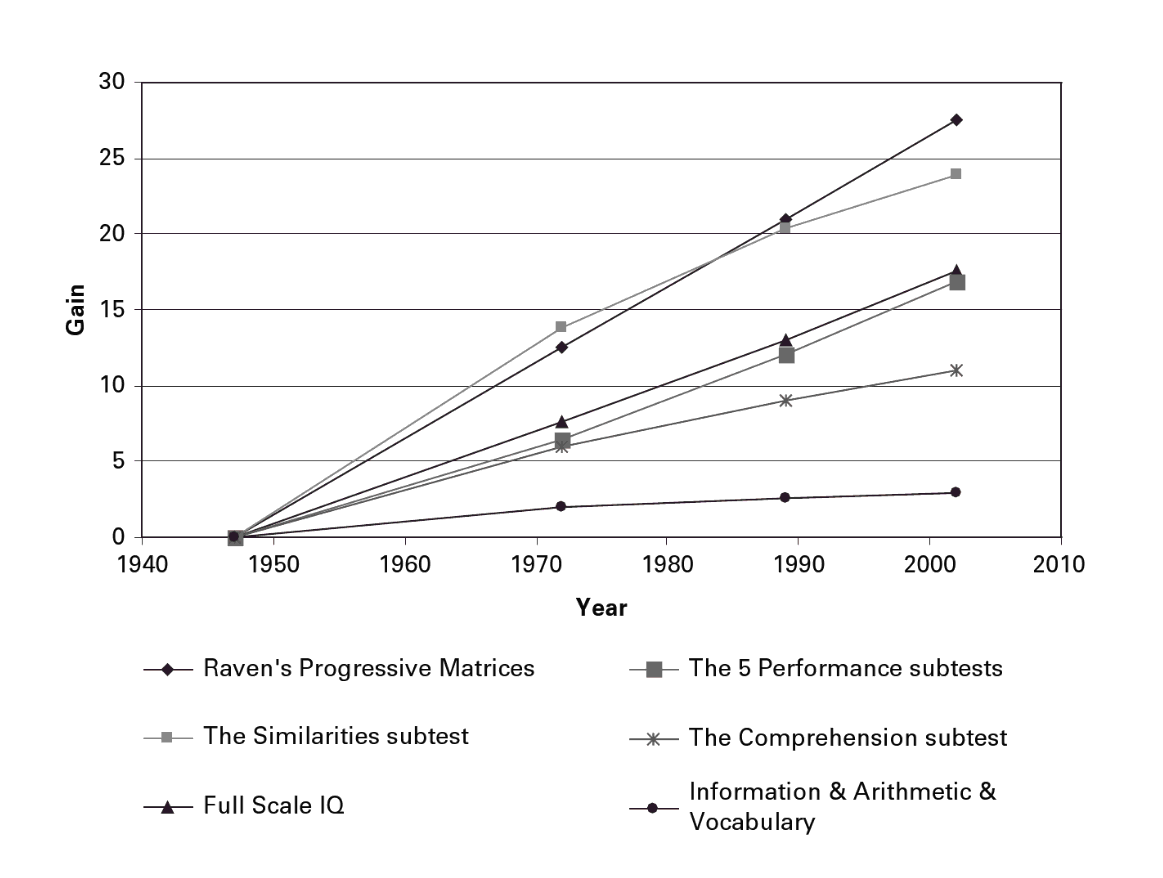
Zusammenstellung von IQ-Zuwächsen

Der Flynn-Effekt bezeichnet die Tatsache, dass bis in die 1990er-Jahre die Ergebnisse von IQ-Tests – bei unterbliebener Nacheichung – in Industrieländern im Mittel immer höhere Werte erbrachten, die gemessene Intelligenz also zunahm. Dieser Trend wurde erstmals 1984 von dem amerikanischen Politologen James R. Flynn für die Vereinigten Staaten beschrieben und 1994 von Charles Murray und Richard Herrnstein Flynn-Effekt genannt.

## Höhe
Flynn (1987) zeigte anhand von Testergebnissen aus 14 Industrienationen, dass die Zunahmen der IQ-Werte zwischen 5 und 25 Punkten pro Generation betrugen. In weiteren Studien fand Flynn, dass der Zuwachs der Testergebnisse über die Zeit vor allem bei nonverbalen, kulturell reduzierten Tests auftrat. Flynn zog den Schluss, dass die Intelligenz im engen IQ-Sinn in den ersten drei Vierteln des 20. Jahrhunderts zugenommen habe, äußerte sich aber skeptisch bezüglich einer Zunahme der Intelligenz im weiteren Sinn (er glaubte nicht, dass die Menschen deutlich intelligenter waren als ihre Vorfahren).

## Mögliche Ursachen
In Erklärungsmodellen wird der Flynn-Effekt großteils auf die Verbesserung der Umweltbedingungen zurückgeführt, z. B. Bildung, Ernährung, Gesundheitsversorgung und Massenmedien (siehe auch: Euthenics). Mingroni (2004, 2007) vermutet hingegen genetische Faktoren als Ursache. So sei auch ein Heterosis-Effekt aufgrund einer im Zuge von Urbanisierung und erhöhter Mobilität erfolgten Durchmischung ehemals separierter Subpopulationen denkbar. Einen wissenschaftlichen Konsens über die vermuteten Ursachen des Flynn-Effekts gibt es nicht.

## Geschlechterdifferenz
Der Effekt scheint sich nach Flynn unterschiedlich auf die Geschlechter ausgewirkt zu haben. Die Ergebnisse von Frauen lagen in der hundertjährigen Geschichte der IQ-Testung um bis zu 5 Punkten hinter denen der Männer, haben sich aber in den letzten Jahren angeglichen:

“In the last 100 years the IQ scores of both men and women have risen, but women’s have risen faster.”

„In den letzten 100 Jahren sind die IQ-Werte von Männern und Frauen gestiegen, doch die der Frauen sind schneller gestiegen.“

Im Jahr 2012 lagen die Testergebnisse von Frauen – zumindest in bestimmten Ländern – erstmals knapp über den Ergebnissen der Männer (IQ-Werte zwischen 100,5 und 101,5 in Ravens Matrizentest in den vier Ländern Neuseeland, Südafrika (weiße Bevölkerung), Estland und Argentinien. In Australien lag der weibliche IQ dagegen bei 99,5 – jeweils bei einem auf 100 normierten Männer-IQ).

## Ende bzw. Umkehrung des Flynn-Effekts
Sundet und Kollegen (2004) studierten die Testergebnisse von zwischen Mitte der 1950er Jahre und 2002 getesteten norwegischen Wehrpflichtigen. Während bis Anfang der 1970er Jahre ein starker Zuwachs verzeichnet wurde, verkleinerte sich dieser dann, bis er Mitte der 1990er Jahre verschwand. Der durchschnittliche Zuwachs wurde hauptsächlich durch eine Abnahme niedriger Testergebnisse verursacht. Die Autoren schlossen, dass der Flynn-Effekt in Norwegen ein Ende erreicht haben könnte.
Laut Sundet und Kollegen (2008) ist dieses Ende des Flynn-Effekts in Norwegen nicht leicht zu erklären, möglich sei aber, dass ein höherer Anteil von Einwanderern (die in den Niederlanden durchschnittlich schlechtere Ergebnisse erzielen) unter den Wehrpflichtigen verantwortlich sei. Gegen diese These sprach jedoch, dass spätere Untersuchungen zu dem Ergebnis kamen, dass auch innerhalb von alteingesessenen norwegischen Familien über die Generationen hinweg der IQ sank. Andere Forscher führten dies auf das Aufkommen des Privatfernsehens zurück. So sinke nach 10 Jahren Exposition mit Privatfernsehen der IQ um 1,8 Punkte.
Teasdale und Owen (2005) zeigten anhand von Testergebnissen von 500.000 jungen dänischen Männern zwischen 1959 und 2004, dass der IQ Ende der 1990er Jahre einen Höchststand erreichte, von dem er seitdem wieder auf das Niveau vor 1991 zurückgefallen ist. Eine mögliche Erklärung für die sinkenden IQ-Werte in Dänemark ist laut Teasdale und Owen ein Rückgang des Anteils der 16- bis 18-Jährigen in weiterführenden Schulen. Da aus Korrelation keine Kausalität abgeleitet werden könne, seien jedoch auch andere Erklärungen möglich. Ein weiterer Faktor könne Immigration sein. So zeigen niederländische Daten, dass Kinder von Immigranten schlechter bei Intelligenztests abschneiden als ethnisch niederländische Kinder.
Analog zum Flynn-Effekt etablierte sich 1994, als ein Rückgang des IQ festgestellt worden war, der Begriff „umgekehrter Flynn-Effekt“ für das Sinken des IQ.
Neben diesen Ergebnissen aus Norwegen und Dänemark stellten auch Studien aus Australien (2005) und dem Vereinigten Königreich (2007) eine Stagnation bzw. einen Rückgang des gemessenen IQs fest. Lynn und Harvey zufolge würden dieser Entwicklung auch andere Industriestaaten folgen, sobald umweltbedingte Verbesserungen nicht mehr die dysgenischen Effekte der negativen Korrelation zwischen Intelligenz und Fruchtbarkeit (demografisch-ökonomisches Paradoxon) kompensieren können.
Flynn stellte dagegen in seinem 2012 erschienenen Buch Are We Getting Smarter? einen weiteren Anstieg der Intelligenz fest. Deutschland verzeichne einen Anstieg von 0,35 Punkten pro Jahr, Brasilien und die Türkei fast doppelt so viel. Verändert habe sich allerdings die Art der Intelligenz. So verbessere sich vor allem das visuelle und logische Denken der Kinder, der Wortschatz hingegen nur unwesentlich.
Eine Metastudie von 2015 zeigte, dass der weltweite IQ, ermittelt aus 219 Studien aus 31 Staaten im Zeitraum von 1909 bis 2013, um volle 30 Punkte gestiegen ist.
2017 revidierte Flynn seine Aussagen und stellte ein Sinken des IQ in vielen westlichen Ländern fest, nachdem er erneut Daten aus verschiedenen Ländern gesammelt hatte. Er führte das auf das „Verschwinden anspruchsvoller Bücher“ und eine Zunahme an Computerspielen zurück. Dieser Umstand wirke sich negativ auf das logische Denken aus.